# 3784 Chopin
3784 Chopin è un asteroide della fascia principale del diametro medio di circa 28,53 km. Scoperto nel 1986, presenta un'orbita caratterizzata da un semiasse maggiore pari a 3,1251966 UA e da un'eccentricità di 0,1702031, inclinata di 13,55276° rispetto all'eclittica.
L'asteroide è dedicato al pianista e compositore polacco Fryderyk Chopin.